# Omar Miguel Arrestia
Omar Chumbo Arrestia (Salto, 12 de mayo de 1947 - 15 de marzo de 2009) fue un baloncestista, director técnico y profesor uruguayo. El “Chumbo” es considerado de los tres mejores jugadores de la historia del basquetbol uruguayo junto con Oscar Moglia y Horacio “Tato” López del siglo XX. Fue campeón Sudamericano en 1967, siendo elegido (MVP) mejor jugador del torneo. Fue campeón con Sporting Club de Montevideo, jugó en Peñarol y campeón además con Hebraica y Macabi.

## Biografía
Comenzó su carrera basquetbolista en el Club Ferro Carril, de Salto. En 1966 debuta como jugador profesional en el Campeonato Federal a los 19 años, en el entonces Sporting Club, el joven salteño comenzó a demostrar sus cualidades y su fuerte personalidad. Pasó al Club Hebraica Macabi, donde obtuvo su primer bicampeonato. Ganó dos Federales, 1975 y 1977. Hincha de Peñarol, logró fichar para este club, y allí obtuvo otros dos títulos Federales, en 1978 y 1979. Culminó su carrera deportiva con una fugaz vuelta a Hebraica y Macabi en el año 1981 - 82 año en el que anunció su retiro del baloncesto capitalino.
En 1968, realizó durante 56 días una gira por América y Europa, integrando el equipo estadounidense Gulf Oil. También defendió la selección del Departamento de Salto, en los campeonatos nacionales. En 1982 jugó por última vez en Salto, para luego dedicarse a la docencia.
Dirigió a Peñarol en el año 1995.

### Selección nacional
Debut en la Selección de baloncesto de Uruguay en el Campeonato Sudamericano de Baloncesto de 1966, y también participó en los de 1968, 1969 y 1971. En el Sudamericano de 1969, se consagró campeón. Participó en los Mundiales de 1967 y 1970. Fue integrante del equipo preolímpico en el año 1968. Con la Selección, entre los años 1966 y 1978, jugó 44 partidos, de los cuales ganó 26, y alcanzó un promedio de 15,3 puntos por partido.